# Reprezentacja Pakistanu w hokeju na trawie mężczyzn
Reprezentacja Pakistanu w hokeju na trawie mężczyzn jest jednym z najbardziej utytułowanych zespołów na świecie w męskim hokeju na trawie. Zdobyła w swej historii trzy złote medale Igrzysk olimpijskich (1960, 1968, 1984), cztery złote medale Mistrzostw świata (1971, 1978, 1982, 1994) i osiem złotych medali Igrzysk Azjatyckich (1958, 1962, 1970, 1974, 1978, 1982, 1990, 2010).
Reprezentacja Pakistanu także trzykrotnie zwyciężała w zawodach Champions Trophy (1978, 1980, 1994).

## Osiągnięcia

### Igrzyska olimpijskie
- 4. miejsce - 1948
- 4. miejsce - 1952
- 2. miejsce - 1956
- 1. miejsce - 1960
- 2. miejsce - 1964
- 1. miejsce- 1968
- 2. miejsce - 1972
- 3. miejsce - 1976
- 1. miejsce - 1984
- 5. miejsce - 1988
- 3. miejsce - 1992
- 6. miejsce - 1996
- 4. miejsce - 2000
- 5. miejsce - 2004
- 8. miejsce - 2008
- 7. miejsce - 2012
- nie wystąpiła - 2016
- nie wystąpiła - 2020
- nie wystąpiła - 2024

### Mistrzostwa świata
- 1. miejsce - 1971
- 4. miejsce - 1973
- 2. miejsce - 1975
- 1. miejsce- 1978
- 1. miejsce - 1982
- 11. miejsce - 1986
- 2. miejsce - 1990
- 1. miejsce - 1994
- 6. miejsce - 1998
- 6. miejsce - 2002
- 6. miejsce - 2006
- 12. miejsce - 2010
- nie wystąpiła - 2014
- 12. miejsce - 2018
- nie wystąpiła - 2023

### Igrzyska azjatyckie
- 1. miejsce - 1958
- 1. miejsce - 1962
- 2. miejsce - 1966
- 1. miejsce- 1970
- 1. miejsce - 1974
- 1. miejsce - 1978
- 1. miejsce - 1982
- 2. miejsce - 1986
- 1. miejsce - 1990
- 3. miejsce - 1994
- 3. miejsce - 1998
- 4. miejsce - 2002
- 3. miejsce - 2006
- 1. miejsce - 2010
- 2. miejsce - 2014
- 4. miejsce - 2018
- 5. miejsce - 2022